# Punto di ristagno

Punto di ristagno segnato in rosso in un profilo alare

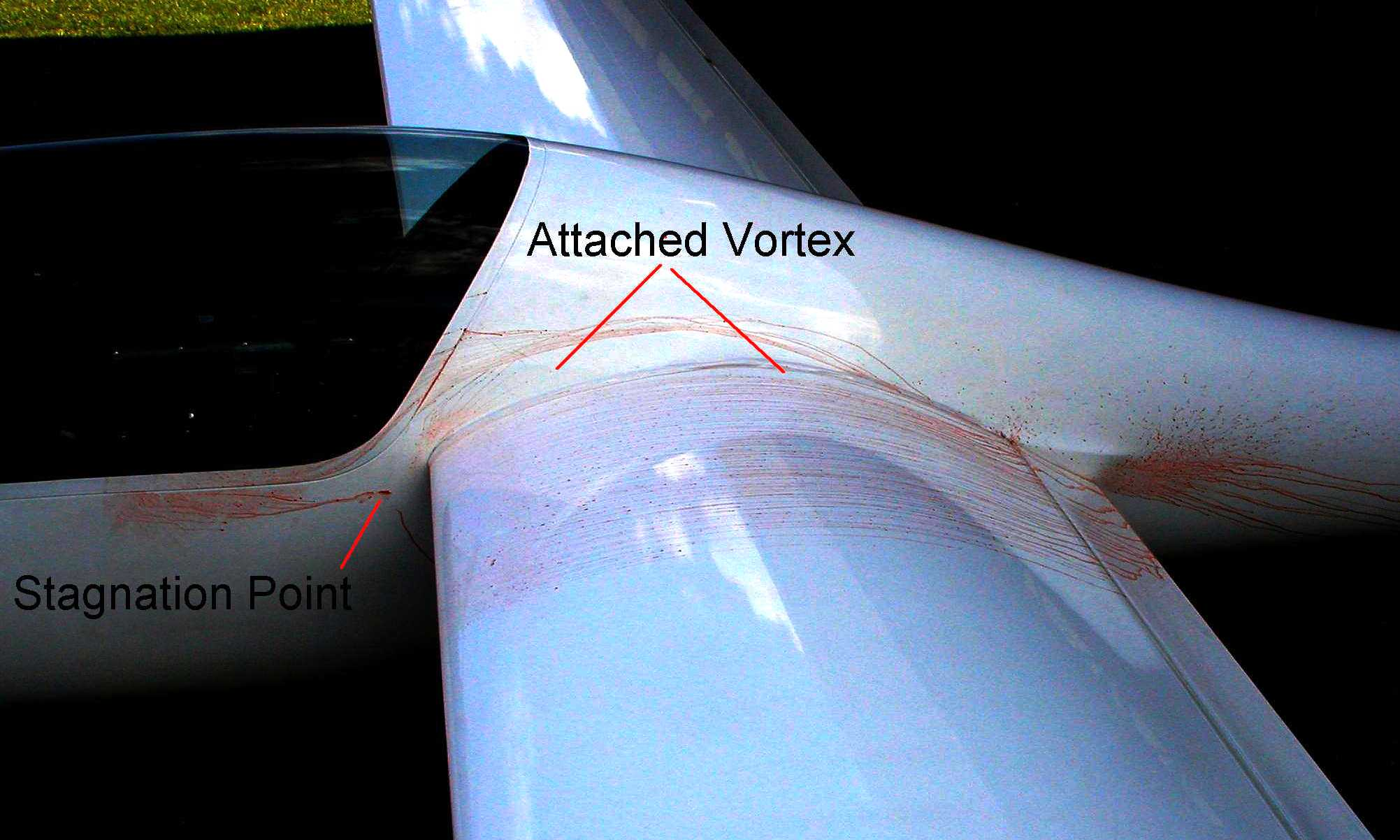
A sinistra in basso, esempio di punto di ristagno di un'ala di un aliante

In fluidodinamica il punto di ristagno è un punto del campo di flusso in cui la velocità istantanea locale è zero. Il punto di ristagno si trova sulla superficie dell'oggetto, nel campo di flusso, che provoca l'interruzione del flusso. L'Equazione di Bernoulli mostra come la pressione statica sia al massimo valore quando la velocità locale è zero, da cui si intuisce che nei punti di ristagno la pressione sia massima. Tale pressione statica è detta pressione di ristagno.
L'equazione di Bernoulli, applicabile ai flussi incomprimibili, mostra come la pressione di ristagno sia uguale alla pressione dinamica più la pressione statica. È anche vero che la pressione totale è uguale alla pressione dinamica più la pressione statica, quindi per flussi incomprimibili la pressione di ristagno è uguale alla pressione totale.

## Coefficiente di pressione
Il coefficiente di pressione {\displaystyle C_{p}} in un punto è dato da: 
{\displaystyle C_{p}={p-p_{\infty } \over q_{\infty }}}
dove :
{\displaystyle p} è la pressione statica nel punto dove la misura è effettuata;
{\displaystyle p_{\infty }} è la pressione statica in un punto piazzato infinitamente lontano dalla superficie dell'oggetto misurato;
{\displaystyle q_{\infty }} è la pressione dinamica in un punto piazzato infinitamente lontano dalla superficie dell'oggetto misurato.
Ne deriva che nel punto di ristagno il coefficiente di pressione è uguale a 1.